# T-Mobile Park
T-Mobile Park, tidigare kallad Safeco Field, är en basebollarena i Seattle i Washington i USA. Arenan är hemmaarena för Seattle Mariners, som spelar i American League, en av de två ligorna i Major League Baseball (MLB).
Arenan invigdes sommaren 1999 och efterträdde Mariners tidigare arena Kingdome. Rätten till arenans namn köptes 1998 av försäkringsbolaget Safeco Corporation, men köptes med början 2019 av T-Mobile US.
T-Mobile Park var 2001 värd för MLB:s all star-match.
Publikrekordet är 54 097 åskådare, satt under WrestleMania XIX 2003.
Inför 2013 års säsong installerades en ny videoskärm, som då var den största i MLB. Man flyttade även homerun-staketet närmare hemplattan för att göra spelplanen mindre och därmed mer lik andra arenors. Tidigare hade det ansetts vara för svårt att slå homeruns i arenan, vilket gynnade pitchern på slagmannens bekostnad.

T-Mobile Parks planstorlek.